# Fontana dell'Acqua Felice
La Fontana dell'Acqua Felice (du nom de baptême du Pape Sixte V, Felice Peretti, commanditaire de la fontaine) fut bâtie par Domenico Fontana entre 1585 et 1587. C'est une fontaine en portique (tout comme al Fontana dell'Acqua Paola construite sur le même modèle).
L'ancien mont Quirinal (Monte Cavallo) manquait d'eau: Sixte dépense alors soixante mille écus romains pour amener la source, appelée de son nom de baptême, Felice, sur la place de Sainte-Suzanne, prise au col delle Pantanelle, près du village de la Colonna, qui est à quatorze milles de Rome, et destinée à alimenter les quartiers du Quirinal, du Monte Pincio et du Capitole. Au bout de dix-huit mois de travail, cette source arrivait à Rome.
Avant que Domenico Fontana, architecte attitré de Sixte V n’élève le monument dont les trois arcades doivent couvrir les statues de Moïse, faisant jaillir l'eau du rocher, Aaron et Gédéon, le bassin de pierre de taille où elle s'épanche ne porta que cette inscription: « À Sixte-Quint, souverain pontife, né dans la province de la Marche, a fait conduire cette eau à gauche de la voie Prénestine, depuis le champ Colonna jusqu'à ce réservoir par un canal de vingt-deux milles de long, et il a voulu qu'elle s'appelât comme il s'appelait avant d'être pape.»

« SISTVS V PONT. MAX. PICENVS AQVAM EX AGRO COLVMNAE VIA PRAENST. SINISTRORSVM MVLTAR. COLLECTIONE VENARVM DVCTV SINVOSO A RECEPTACVLO MIL. XX A CAPITE XXI ADDVXIT FELICEMQ. DE NOMINE ANTE PONT. DIXIT »

Cet ouvrage par Sixte V et Fontana, fait partie d'un ensemble de travaux urbanistiques réalisés dans la région des Monts - amener l'eau, faciliter l'accès des églises par des voies naturelles, donner à ces voies des perspectives monumentales - qui visent à donner à Rome une nouvelle cohérence. Le plan de Rome modifié par Sixte V, qui subsistera pendant trois siècles, place la Sainte-Marie Majeure - au sommet de l'Esquilin, le point le plus haut de Rome - au centre d'une composition qui associe les différents lieux de pèlerinage de Rome. On peut voir en Sixte V le créateur de la Rome moderne.